# دوري هونغ كونغ لكرة القدم 1940–41
دوري هونغ كونغ لكرة القدم 1940–41 هو موسم من دوري هونغ كونغ لكرة القدم ‏. فاز فيه نادي جنوب الصين.